# Adam Gilchrist
Adam Craig Gilchrist (Bellingen, Australia, 14 de noviembre de 1971), apodado Gilly o Church, es un jugador de críquet de Australia. Gilchrist ha jugado 96 partidos de Test Cricket y más de 270 One Day Internationals. Fue el vicecapitán habitual de Australia en ambas formas de juego, capitaneando al equipo cuando los capitanes habituales Steve Waugh y Ricky Ponting no estaban disponibles. Se retiró del cricket internacional en marzo de 2008, aunque continuó jugando torneos nacionales hasta 2013.